# 尼古拉一世·伯努利

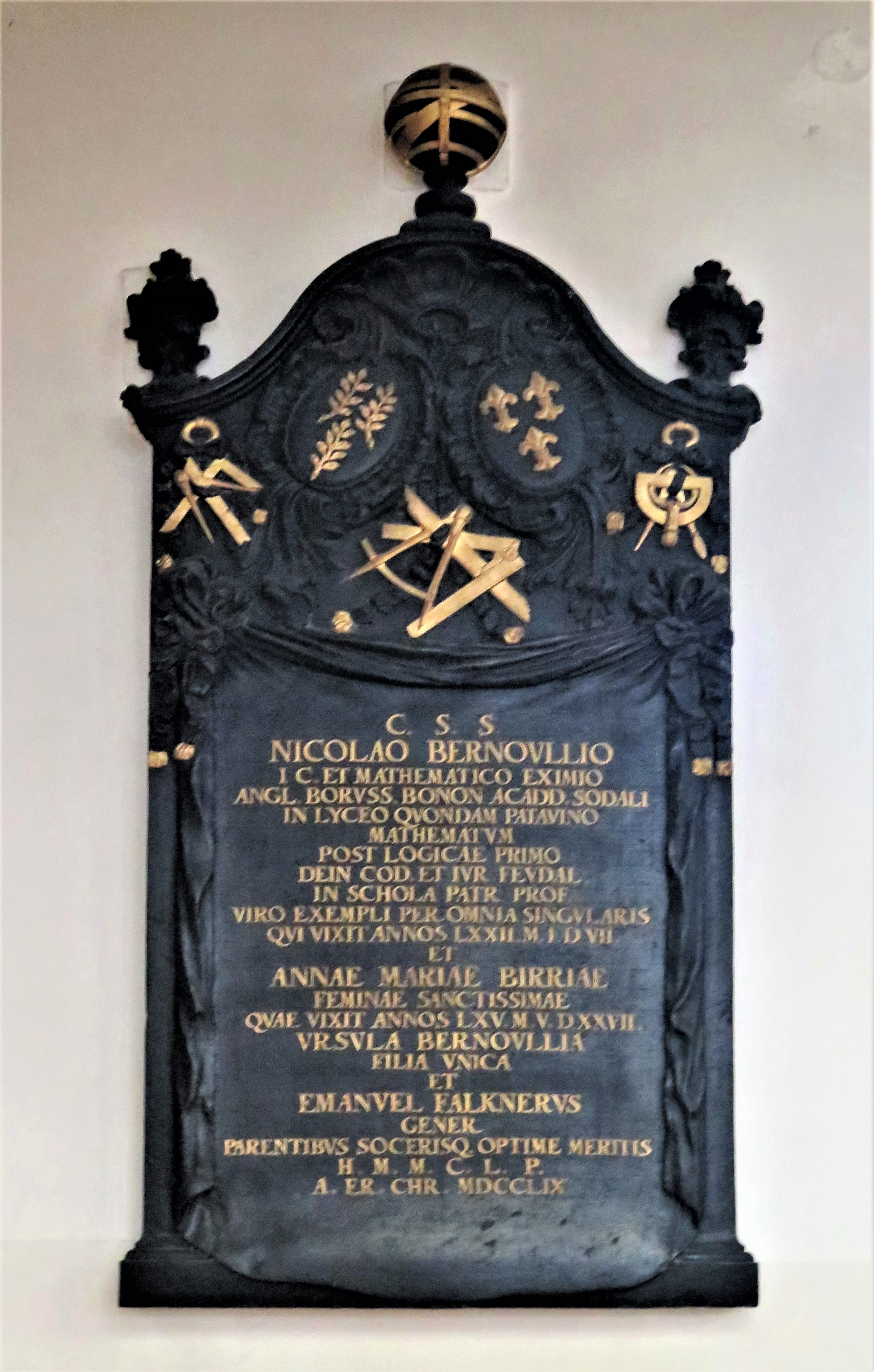
巴塞尔彼得教堂中的尼古拉一世·伯努利墓志铭

尼古拉一世·伯努利（德語：Nikolaus I. Bernoulli，1687年10月21日—1759年11月29日），生於瑞士巴塞尔，瑞士數學家，為伯努利家族的成員。

## 生平
他的父親名為尼古拉·伯努利（Nicolaus Bernoulli）。1704年，在雅各布·伯努利的指導下，他畢業於巴塞尔大学。因為在概率论方面的研究，1709年，獲頒博士學位。
1714年，在英國倫敦，成為英國皇家学会院士。
1730年，在致皮埃尔·雷蒙·德蒙莫尔的信件中，他首次提出圣彼得堡悖论。